# Odile Lesage
Pour les articles homonymes, voir Lesage.
Odile Lesage (née le 28 juin 1969 à Paris) est une athlète française, spécialiste des épreuves combinées, licenciée au Stade Français. Elle a détenu le record du monde du pentathlon.
Elle est mariée avec Stéphane Diagana avec qui elle a eu 3 enfants.

## Palmarès

### International
| Date | Compétition         | Lieu     | Résultat | Épreuve    | Performance |
| ---- | ------------------- | -------- | -------- | ---------- | ----------- |
| 1993 | Jeux méditerranéens | Narbonne | 3e       | Heptathlon | 5 868 pts   |

1988 : finaliste aux chlapionnats du monde junior à l'heptathlon (sudbury canada) 
1992 : demi finaliste aux JO de Bracelone à l hepathlon 
1995 : vice championne d Europe par équipe à Lyon (heptathlon) 

### National
- Championnats de France d'athlétisme :
  - vainqueur de l'heptathlon en 1989 et 1991
  - vainqueur du saut en hauteur en 1990
- Championnats de France d'athlétisme en salle :
  - vainqueur du pentathlon en 1989, 1990, 1991 et 1994

## Records
- Détentrice du record du monde du pentathlon en 1991, avec 4451 pts
- Détentrice du record de France junior d'heptathlon en 1988, avec 5845 pts
- Détentrice du record de France junior des épreuves combinées en 1987, avec 5616 pts

| Épreuve    | Performance | Lieu       | Date            |
| ---------- | ----------- | ---------- | --------------- |
| Pentathlon | 4 451 pts   |            |                 |
| Heptathlon | 6 141 pts   | Barcelonne | 31 juillet 1992 |